# Тарасонаволоцкая
Тарасонаволоцкая — деревня в Устьянском районе Архангельской области.

## География
Находится в южной части Архангельской области на расстоянии приблизительно 3 км на восток-северо-восток по прямой от административного центра района поселка Октябрьский на левом берегу реки Устья.

## История
В 1859 году здесь (деревня Вельского уезда Вологодской губернии) было учтено 37 дворов. До 2022 года входила в Шангальское сельское поселение до его упразднения.

## Население
Численность населения: 257 человек (1859 год), 212 (русские 99 %) в 2002 году, 233 в 2010.